# 小牧彩那
小牧 彩那（こまき あやな、1990年10月4日 - ）は、キリンプロ大阪オフィスに所属していた日本の女優。
身長154cm。趣味はカラオケと映画鑑賞。特技はピアノとバレエとお菓子作り。

## 出演

### スチール
- キャット（2003年・2004年）

### テレビドラマ
- 月曜ドラマスペシャル 恋する京都（NHK大阪放送局、2004年[注釈 1]） - 大木桜 役

### 舞台
- あの晩、星が教えてくれた 大阪公演D公演[1]（門真市民文化会館ルミエールホール[1]、2004年） - 宮本由利 役